# Речица (Болгария)
Речица (болг. Речица) — село в Болгарии. Находится в Бургасской области, входит в общину Руен. Население составляет 727 человек (2022).

## Политическая ситуация
В местном кметстве Речица, в состав которого входит Речица, должность кмета (старосты) исполняет Емурла Якуб Емурла (Движение за права и свободы (ДПС)) по результатам выборов правления кметства.
Кмет (мэр) общины Руен — Дурхан Мехмед Мустафа (Движение за права и свободы (ДПС)) по результатам выборов в правление общины.